# Resolució 492 del Consell de Seguretat de les Nacions Unides
La Resolució 492 del Consell de Seguretat de les Nacions Unides, fou aprovada per unanimitat el 10 de novembre de 1981
després d'haver examinat la petició d'Antigua i Barbuda per poder ser membre de les Nacions Unides. En aquesta resolució, el Consell va recomanar a l'Assemblea General l'acceptació d'Antigua i Barbuda com a membre.